# Ōkami Kakushi
Ōkami Kakushi (おおかみかくし lit. El lobo escondido?) es una novela visual japonesa desarrollada y publicada por Konami para PlayStation Portable, con Ryukishi07 el creador de Higurashi no Naku Koro ni y Umineko No Naku Koro Ni como el director del juego y el dúo Peach-Pit creadoras de Rozen Maiden como diseñadoras de personajes. Ōkami significa "lobo", y Kamikakushi "escondido por los dioses". El juego fue lanzado el 20 de agosto de 2009 en Japón. Una adaptación al anime producido por AIC comenzó a transmitirse en Japón el 8 de enero de 2010.

## Argumento
Un joven de 15 años, Kuzumi Hiroshi, se ha mudado recientemente a un nuevo pueblo en las montañas. La ciudad se divide en las calles nuevas y viejas por el río, y muchas culturas locales siguen siendo misteriosas. Aunque confuso y disfrutando de su nueva vida, una persona que mantuvo la distancia de él: Un miembro del Comité de la Clase Nemura Kushinada. En medio de uno de sus encuentros, ella le dio un consejo: "Mantente alejado de las calles de la vieja ciudad".

## Personajes
Hiroshi Kuzumi (九澄 博士 Kuzumi Hiroshi?)
Seiyū: Yū Kobayashi
Hiroshi es un joven de 15 años y es el personaje principal de la historia. Su familia se mudó a la ciudad de Joga, debido a razones relacionadas con el trabajo de su padre. El kanji de su nombre también se puede leer como Hakase "profesor", así que muchos lo llaman como un apodo cosa que no le gusta, porque hace que la gente crea que él es muy inteligente. A pesar de esto, Kaname lo sigue llamando así. Más tarde Hiroshi aprende que él es una "Tentación", un ser humano poco común que emite un aroma tan embriagador que atrae a los lobos Jouga lo que lo exponé constantemente a situaciones que lo sacan de quicio.
Nemuru Kushinada (櫛名田 眠 Kushinada Nemuru?)
Seiyū: Mariya Ise
Nemuru es la hija única de 15 años del clan Kushinada, la familia con el mayor poder político y su presencia en Joga. Nemuru, como parte de su papel es conocida como la cazadora, las patrullas de la ciudad en la noche vistiendo con un atuendo complicado ceremonial y una máscara de lobo y blandiendo una guadaña, ella está a cargo de la ejecución de los llamados "caídos". Es también la presidenta de la clase de Hiroshi. Nemuru es inicialmente muy fría con Hiroshi porque lo considera un monstruo y un estorbo. A pesar de esto, ella termina creando una relación amistosa con Hiroshi.
Isuzu Tsumuhana (摘花 五十鈴 Tsumuhana Isuzu?)
Seiyū: Emiri Katō
Isuzu es una niña de 15 años que vive al lado de Hiroshi . Ella es algo masculina y muy cariñosa con Hiroshi, su mejor amiga es Kaname. Siente un gran aprecio por su hermano Issei, quien asistió a la universidad antes de convertirse en un "caído" siendo asesinado por Nemuru. Ella misma se convierte en una "caída" y ataca a Hiroshi, pero ella evita el mismo destino que su hermano.
Mana Kuzumi (九澄 マナ Kuzumi Mana?)
Seiyū: Saki Fujita
Es la hermana de Hiroshi, tiene 12 años pero debido a un accidente de coche termina en silla de ruedas. A pesar de esto, ella se esfuerza por ser independiente, y le molesta cuando su hermano corre a su lado para ayudarla con la más pequeña de las tareas.
Kaname Asagiri (朝霧 かなめ Asagiri Kaname?)
Seiyū: Mai Fuchigami
Kaname es una chica de 16 años que se mudó a Joga con su familia unos meses antes que Hiroshi y es la mejor amiga de Isuzu. Al se mayor que Hiroshi e Isuzu, tiende actuar como la voz de la razón para el grupo. En la novela visual Kaname tiene una personalidad oscura, y no duda en burlarse o engañar a sus dos amigos. Se le ve muy interesada en lo oculto y adora las leyendas del pueblo y el folclore.
Kannon, El Lobo Blanco (白狼観音 Hakurō Kannon?)
Es una deidad que merodea en Joga, llevando como tarea deshacerse de los lobos "caídos". Ella aparece como una joven que llevaba un traje y una máscara blanca de lobo. Ella lleva el nombre de bodhisattva Kannon. Su verdadera forma se revela más tarde como Kaori, una mujer que Hiroshi y Mana conocen mientras dan un paseo.

## Media

### Web Radio
Un programa de radio por internet titulado JTTB Joga -machi Kankō Hoso Kyokai (JTTB嫦娥 町 観 光 协会 放送) para promover la serie de anime se comenzó a emitir en el los servicios de radio de Animate TV el 18 de diciembre de 2009 y se transmite todos los viernes. El show es conducido por Yū Kobayashi y Yūko Gotō, que son los Seiyū de Hiroshi Kuzumi y a Maná Kaori en la serie, respectivamente.

### Manga
Una adaptación de manga ilustrada por Mirura Yano titulado Ōkami Kakushi : Fukahi no Sho (お おかみ かくし〜深 緋 の 章〜?) comenzó a serializarse en la edición de febrero de 2010 de ASCII Media Works en la revista Dengeki Daioh. Y una segunda adaptación del manga ilustrado por Kuroko Yabuguchi titulado Kakushi Ōkami : Metsushi no Sho (お おかみ かくし〜滅 紫 の 章〜) comenzó a salir en la edición de febrero de 2010 en la revista Shōnen Rival.

### Anime
Una serie de televisión producida por AIC, dirigida por Nobuhiro Takamoto y escrita por Tōko Machida comenzó a transmitirse en Japón el 8 de enero de 2010 en la cadena TBS. El anime se emitió en otras redes como Sun TV y BS-TBS en fechas posteriores. 